# Welsh Professional Championship
Die Welsh Professional Championship war ein professionelles Snookerturnier zur Ermittlung des walisischen Profimeisters, das im Jahr 1977 sowie zwischen 1980 und 1991 Teil der Profitour war.

## Geschichte
Erstmals wurde der Wettbewerb bereits 1922 ausgetragen, als J. S. Nicholls gegen W. Davies gewann. 1977 wurde das Turnier wiederbelebt und fand zum einzigen Mal in Caerphilly statt. Nachdem es wieder eingestellt worden war, folgten zwischen 1980 und 1984 fünf Ausgaben in Ebbw Vale, bevor das Turnier einhergehend mit dem Start der Förderung durch die WPBSA für 1985 und 1986 in Abertillery stattfand. 1987 fand das Turnier im Newport Centre in Newport eine neue Heimat, wo es bis zum Turnierende 1991 verblieb, auch wenn 1989 die Förderung durch die WPBSA beendet wurde. 1991 wechselte der Sponsor zu den Welsh Open und die Welsh Professional Championship wurde eingestellt.
Während der Turniergeschichte hatte das Turnier sieben Sponsoren und vier Austragungsorte, des Weiteren vier Sieger und insgesamt acht Finalisten.

## Sieger
Die folgende Liste bietet einen Überblick über die einzelnen Turnierausgaben.
| Jahr                                               | Austragungsort                         | Sieger                          | Ergebnis                        | Finalist                        | Sponsor                         | Saison                          |
| Welsh Professional Championship                    | Welsh Professional Championship        | Welsh Professional Championship | Welsh Professional Championship | Welsh Professional Championship | Welsh Professional Championship | Welsh Professional Championship |
| -------------------------------------------------- | -------------------------------------- | ------------------------------- | ------------------------------- | ------------------------------- | ------------------------------- | ------------------------------- |
| 1922                                               | unbekannt                              | J. S. Nicholls                  | 1032:777 a                      | W. Davies                       | –                               | –                               |
| 1977                                               | Caerphilly Club Double Diamond         | Ray Reardon                     | 12:8                            | Doug Mountjoy                   | William Hill                    | 1977/78                         |
| 1980                                               | Ebbw Vale Ebbw Vale Leisure Centre     | Doug Mountjoy                   | 9:6                             | Ray Reardon                     | Woodpecker                      | 1979/80                         |
| 1981                                               | Ebbw Vale Ebbw Vale Leisure Centre     | Ray Reardon                     | 9:6                             | Cliff Wilson                    | Woodpecker                      | 1980/81                         |
| 1982                                               | Ebbw Vale Ebbw Vale Leisure Centre     | Doug Mountjoy                   | 9:8                             | Terry Griffiths                 | Woodpecker                      | 1981/82                         |
| 1983                                               | Ebbw Vale Ebbw Vale Leisure Centre     | Ray Reardon                     | 9:1                             | Doug Mountjoy                   | Woodpecker                      | 1982/83                         |
| 1984                                               | Ebbw Vale Ebbw Vale Leisure Centre     | Doug Mountjoy                   | 9:3                             | Cliff Wilson                    | Strongbow                       | 1983/84                         |
| Welsh Professional Championship (WPBSA-finanziert) |                                        |                                 |                                 |                                 |                                 |                                 |
| 1985                                               | Abertillery Abertillery Leisure Centre | Terry Griffiths                 | 9:4                             | Doug Mountjoy                   | BCE                             | 1984/85                         |
| 1986                                               | Abertillery Abertillery Leisure Centre | Terry Griffiths                 | 9:3                             | Doug Mountjoy                   | Zetters                         | 1985/86                         |
| 1987                                               | Newport Newport Centre                 | Doug Mountjoy                   | 9:7                             | Steve Newbury                   | Matchroom                       | 1986/87                         |
| 1988                                               | Newport Newport Centre                 | Terry Griffiths                 | 9:3                             | Wayne Jones                     | Senator Windows                 | 1987/88                         |
| 1989                                               | Newport Newport Centre                 | Doug Mountjoy                   | 9:6                             | Terry Griffiths                 | Senator Windows                 | 1988/89                         |
| Welsh Professional Championship                    |                                        |                                 |                                 |                                 |                                 |                                 |
| 1990                                               | Newport Newport Centre                 | Darren Morgan                   | 9:7                             | Doug Mountjoy                   | Senator Windows                 | 1989/90                         |
| 1991                                               | Newport Newport Centre                 | Darren Morgan                   | 9:3                             | Mark Bennett                    | Regal                           | 1990/91                         |